# Biadorus africana
Biadorus africana är en insektsart som beskrevs av Spångberg 1878. Biadorus africana ingår i släktet Biadorus och familjen dvärgstritar. Inga underarter finns listade i Catalogue of Life.